# Basílica de São Lourenço
A Basílica de São Lourenço (em italiano:  Basilica di San Lorenzo) é uma igreja do início do Renascimento, concebida por um dos maiores arquitectos desta época, Filippo Brunelleschi, sobre uma pequena igreja fundada por Santo Ambrósio no ano de 393. As obras foram iniciadas em 1419, com o patrocínio de Cosme, o Velho, Médici, e foram terminadas em 1460 por Antonio Manetti, que respeitou fielmente o plano inicial. Está integrada no centro histórico de Florença, local classificado Património Mundial pela UNESCO, juntamente com a catedral e os palácios Médici-Riccardi, Pitti e Uffizi.

## Arquitetura

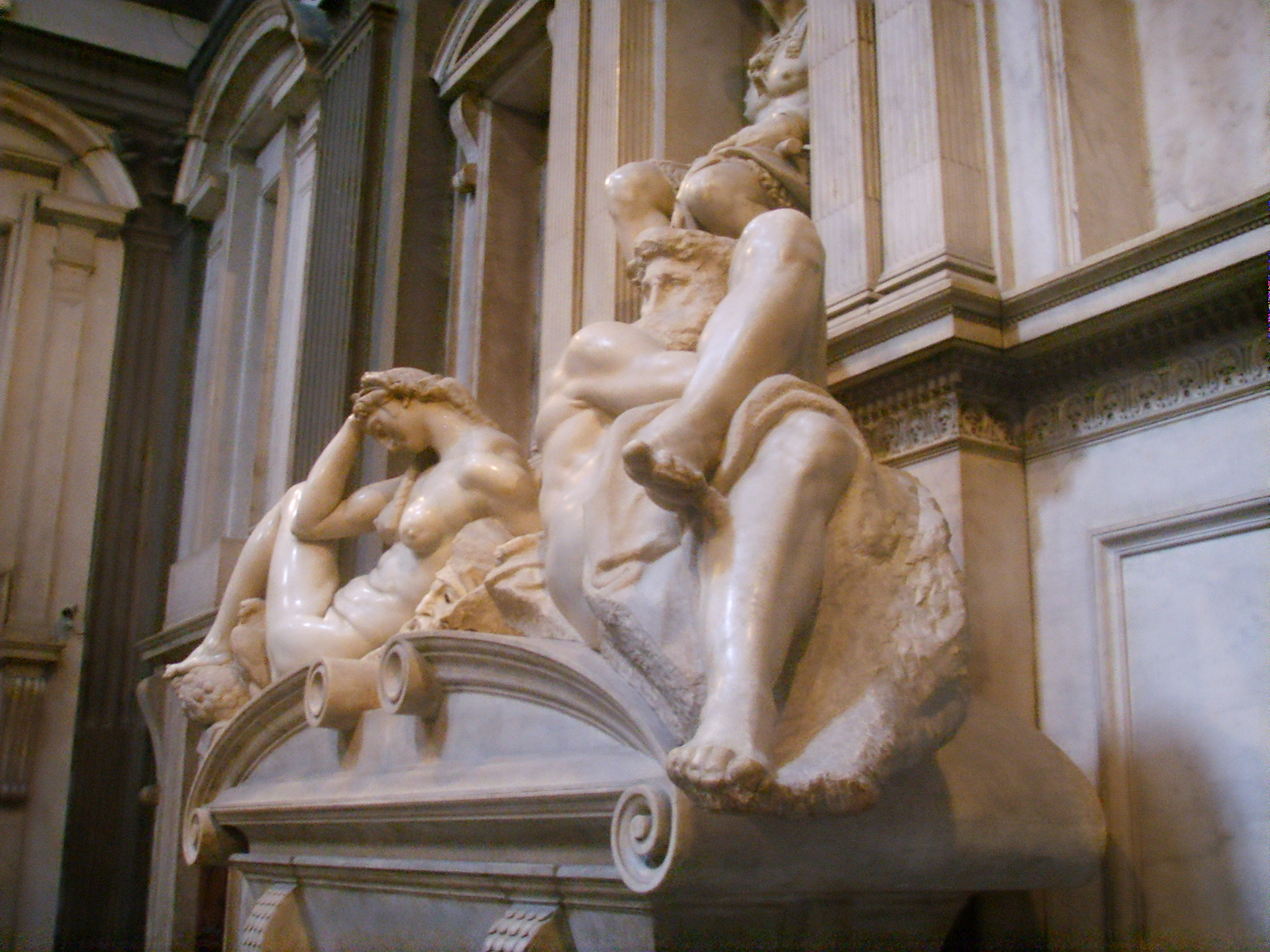
Sacristia nova. Sarcófago de Lorenzo de Medici, Duque de Urbino

Interiormente apresenta uma planta de cruz latina, dividida em três naves, separadas por colunas. A central de cobertura é adintelada e as laterais são abobadadas. A decoração foi de Michelangelo Buonarroti, também o responsável pela Sacristia Nova.  Na cabeceira da nave central estão depositados dois púlpitos de bronze do escultor Donatello (1460), as suas duas últimas obras. Na nave dianteira, sobre o segundo altar, podemos admirar os Esponsais de Maria do pintor Rosso Fiorentino e, ao fundo, um tabernáculo de mármore esculpido por Desiderio da Settignano. O altar-mor é rematado por um crucifixo de mármore de Baccio da Montelupo e em frente ao altar está indicado o lugar da cripta onde foi sepultado Cosme de Médici.
Ao fundo do braço esquerdo do cruzeiro encontramos a sacristia velha de Brunelleschi (1420-1429), concebida como um cubo coroado por uma cúpula hemisférica. As esculturas de Donatello que a decoram são: quatro medalhões de terracota com os Evangelistas, os relevos de bronze nas portas e a arquitectura das mesmas. O sarcófago à esquerda da saída que guarda os restos mortais de Juan e Pedro de Médicis é da autoria de Andrea del Verochio. Também no braço esquerdo do cruzeiro, na capela de Martelli, está o monumento sepulcral de Donatello e sob o altar a Anunciação, de Filippo Lippi.
Através do claustro renascentista acede-se à Biblioteca Laurenziana de Michelangelo, mandada construir em 1419 por Cosme, o Velho, e ampliada por Lourenço, o Magnífico (1460).

## Galeria

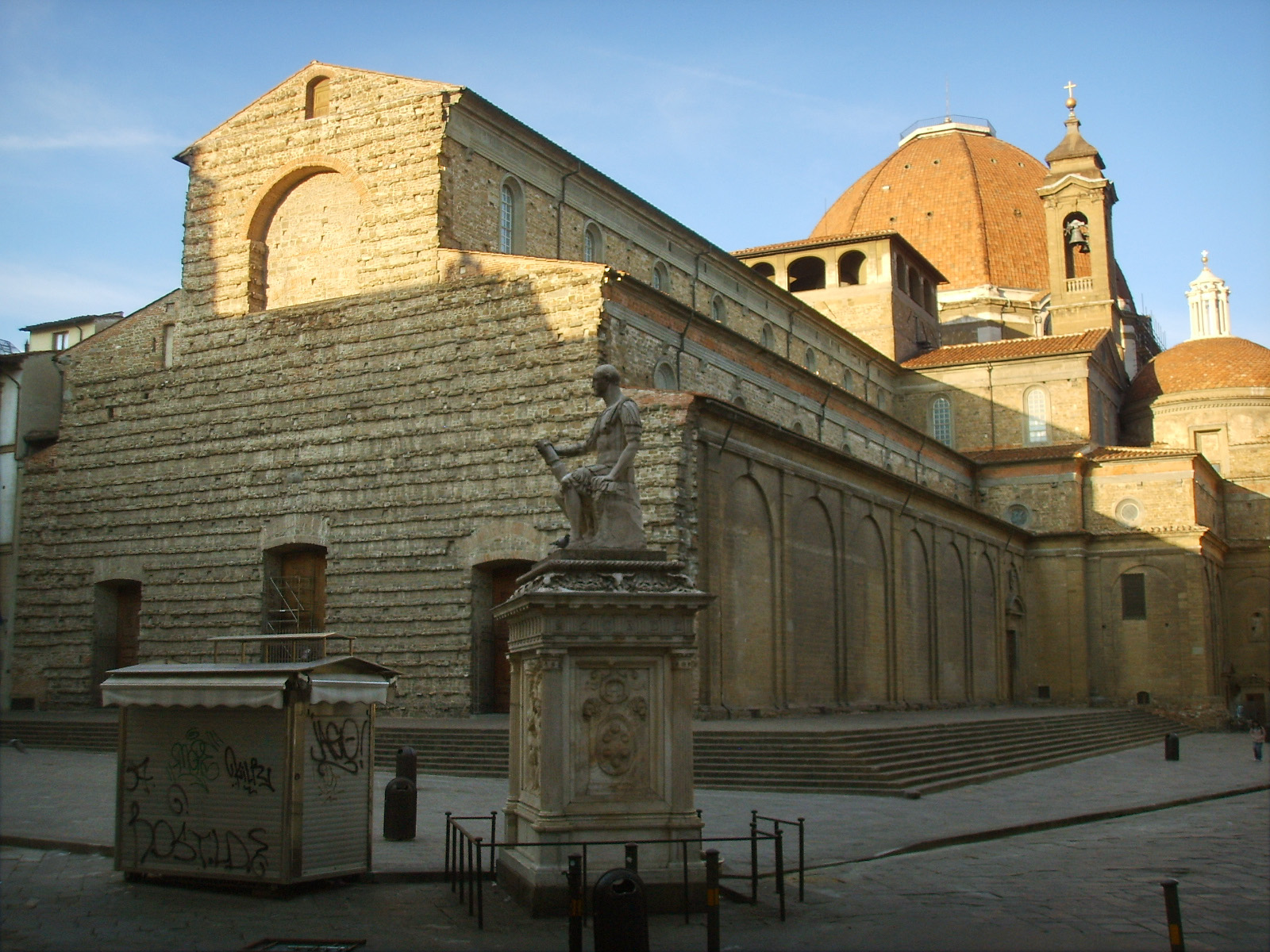
Fachada
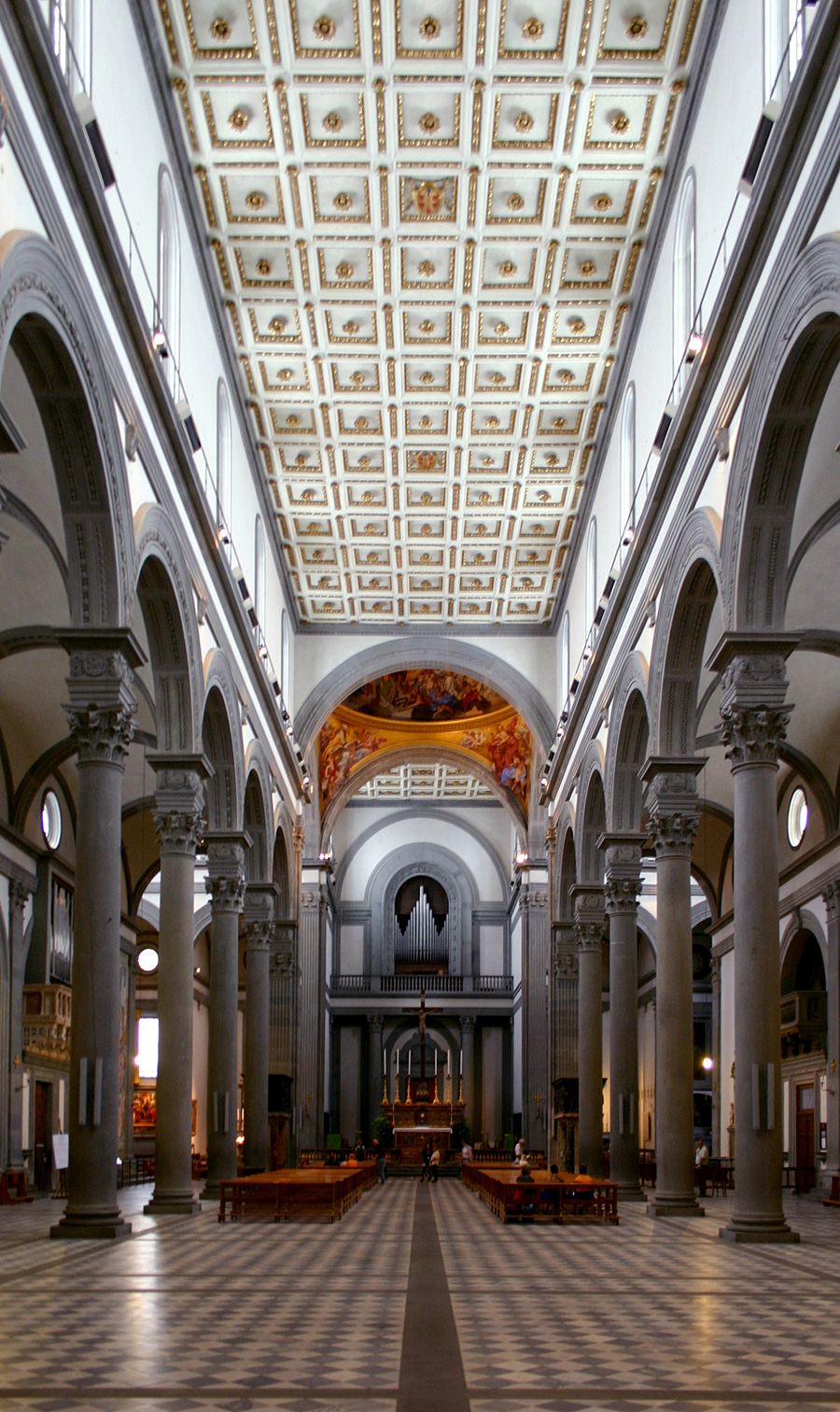
Nave principal.
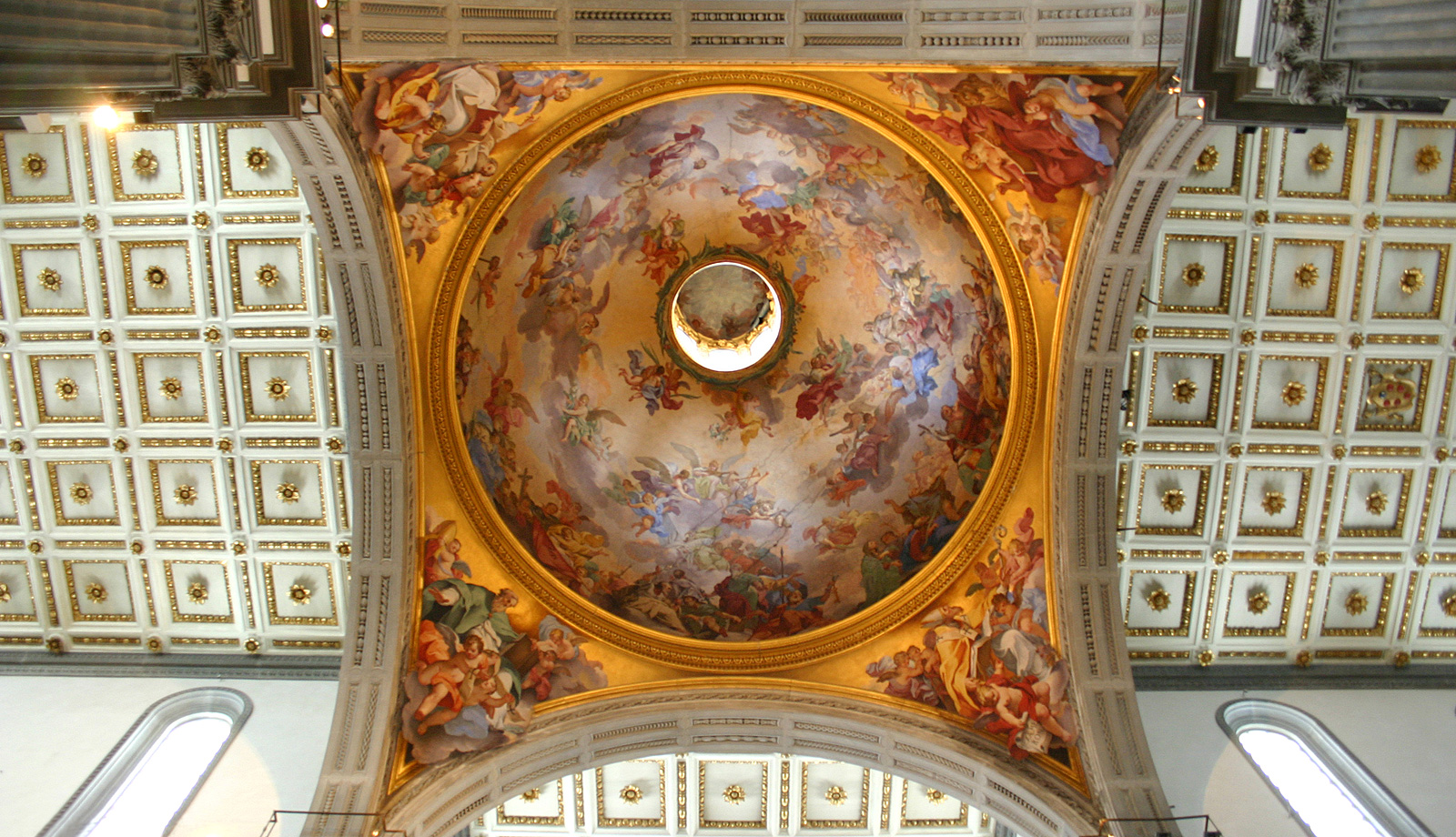
Vista interna da cúpula.
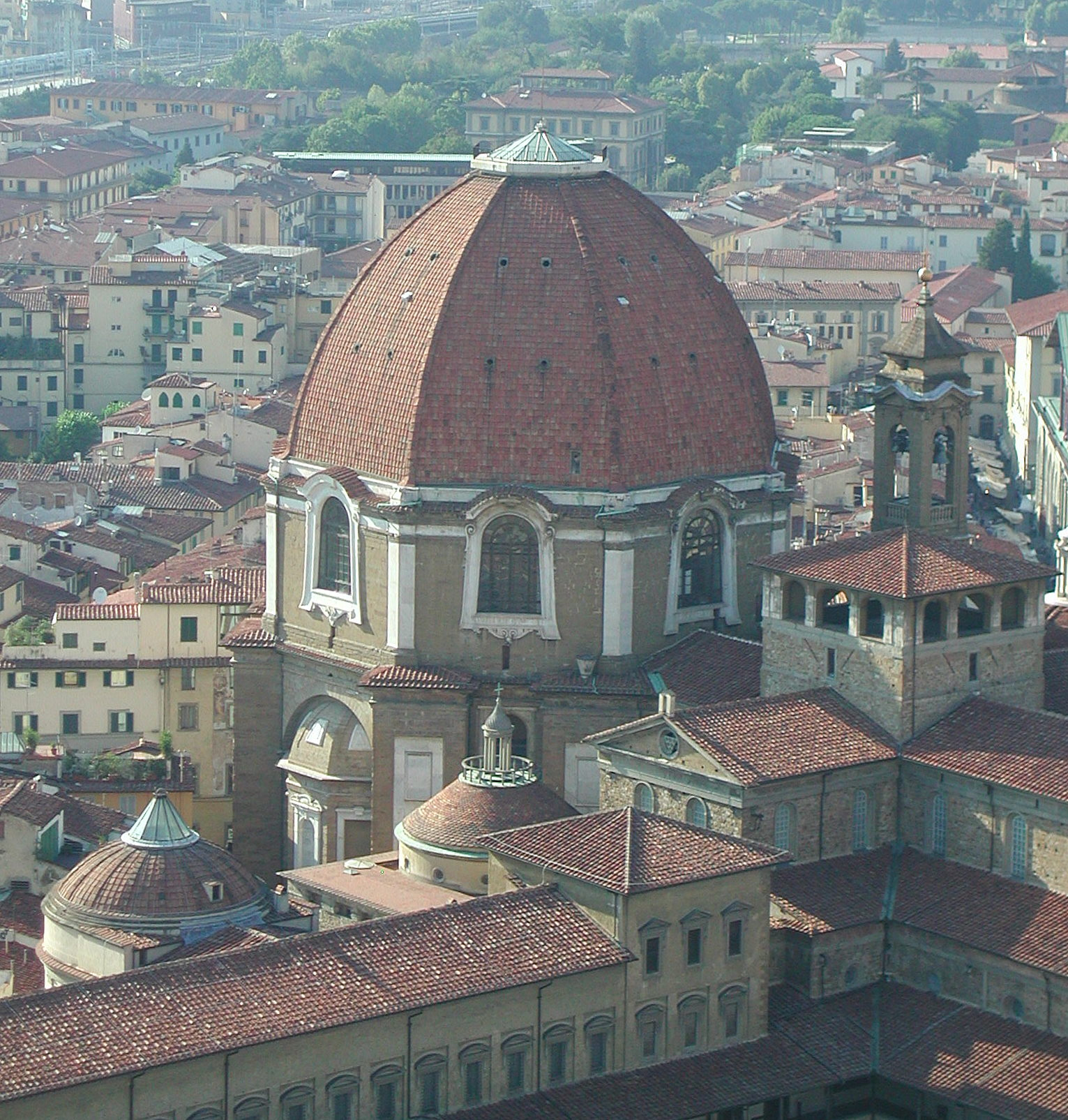
A imponente cúpula vista do campanário.
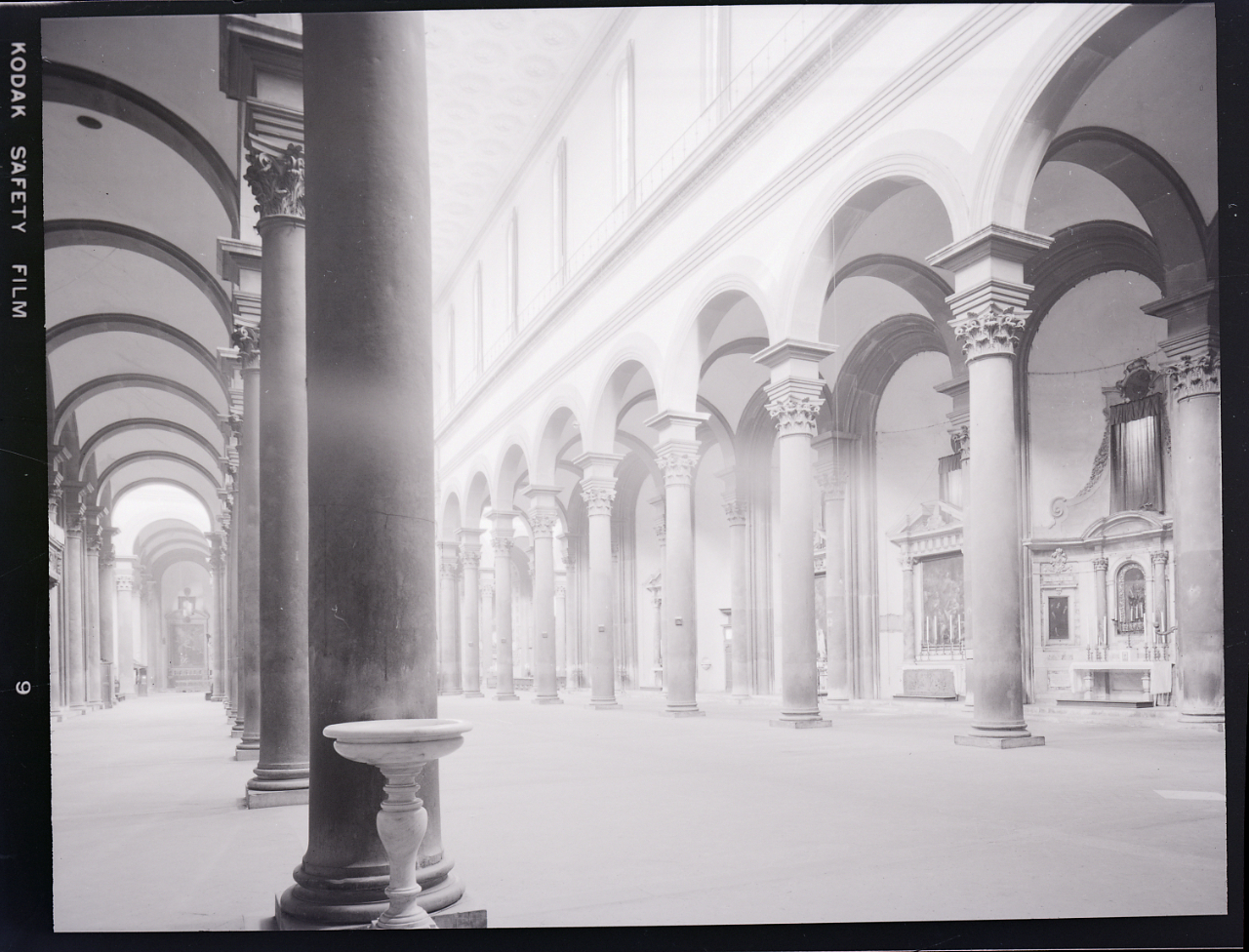
Basílica de São Lourenço